# Pallio (paramento liturgico)

Il pallio usato oggi comunemente dagli arcivescovi metropoliti

Il pallio è un paramento liturgico usato nella Chiesa cattolica, costituito da una striscia di stoffa di lana bianca avvolta sulle spalle. Rappresenta la pecora che il pastore porta sulle sue spalle come il Cristo ed è pertanto simbolo del compito pastorale di chi lo indossa. Il suo nome deriva dal latino pallium, mantello di lana tipico della cultura romana.
Inizialmente era riservato soltanto al vescovo di Roma, successivamente i papi lo concedettero ad alcuni vescovi e arcivescovi. In epoca più tarda il pallio divenne prerogativa degli arcivescovi metropoliti, come simbolo della giurisdizione in comunione con la Santa Sede.
Corrisponde all'omoforio (omophórion) usato nella Chiesa ortodossa da tutti i vescovi.

## Storia

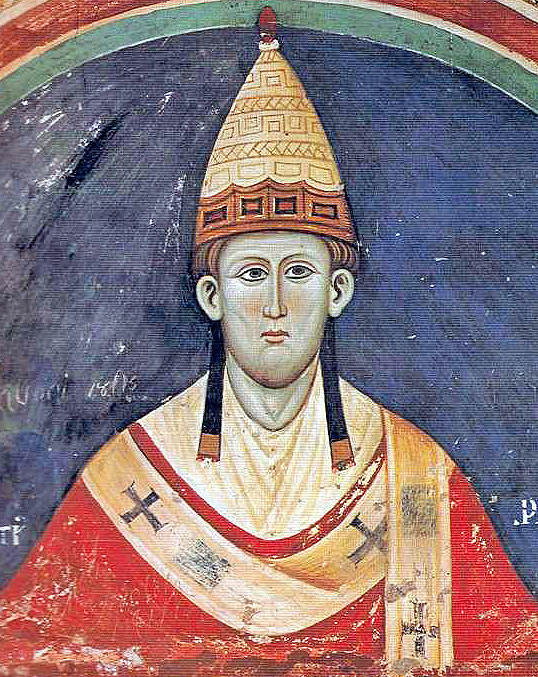
Pallio indossato da papa Innocenzo III

In origine il pallio era il mantello indossato dai filosofi e nell'arte paleocristiana con questo "mantello" venivano raffigurati Gesù e gli apostoli. Thomas F. Mathews evidenzia come l'intenzione iconografica fosse quella di assegnare al fondatore del Cristianesimo e ai suoi primi discepoli quella condizione di distacco dal mondo e di insegnamento di un "altro mondo" che nell'epoca romana tardo imperiale veniva comunemente attribuita ai filosofi. 
Questa pratica venne successivamente adottata anche dalla Chiesa cristiana, con un uso simile a quello dell'omoforio, una fascia di stoffa, molto più larga del pallio, attualmente indossata dai vescovi ortodossi e dai vescovi cattolici orientali di rito bizantino. Tuttavia gli storici della liturgia hanno formulato sei diverse ipotesi sull'origine storica del pallio.
Il pallio era originariamente un'unica striscia di stoffa avvolta intorno alle spalle e lasciata cadere sul petto dalla spalla sinistra.
È storicamente incerto quando il pallio sia entrato nella liturgia cristiana. Sebbene Tertulliano abbia scritto, non dopo il 220 un saggio De Pallio, secondo il Liber Pontificalis sarebbe stato papa Marco (morto nel 336) il primo ad utilizzarlo, conferendo il diritto di indossare il pallio al vescovo di Ostia, che aveva il diritto di consacrare il papa. Nel IV secolo il pallio era considerato un'insegna papale e quando era concesso ad altri vescovi a titolo onorifico, implicava un grande onore, ma indicava anche una delega al vescovo di alcuni poteri papali.
Un altro antico caso noto di imposizione del pallio a un vescovo risale al 513, quando papa Simmaco concesse il pallio a san Cesario, vescovo di Arles. Al tempo di papa Gregorio I il conferimento del pallio a vescovi e arcivescovi che avevano uno stretto legame con la sede apostolica era usuale, fra questi ricorrevano i vescovi di Arles e di Siviglia, perché erano vicari pontifici. Gregorio Magno concesse il pallio anche ai vescovi Siagrio di Autun, Dono di Messina e Giovanni di Siracusa.
Un uso innovativo del pallio stabilito da Gregorio Magno fu la concessione ad Agostino, vescovo missionario presso gli Angli del pallio, a cui si associa la facoltà di scegliere fino a dodici vescovi su cui avrebbe esercitato l'autorità metropolitica. Inoltre, avrebbe potuto scegliere l'arcivescovo di York, che dopo aver ricevuto il pallio, avrebbe potuto ordinare a sua volta fino a dodici altri vescovi.
L'uso del pallio per i metropolitani divenne normale nell'VIII secolo, quando un sinodo convocato da San Bonifacio dichiarò che i metropoliti dell'Occidente potessero ricevere il pallio solo dal papa a Roma. I metropoliti potevano compiere il viaggio fino a Roma o richiedere il pallio accompagnando la richiesta con una solenne professione di fede; erano proibite tutte le consacrazioni episcopali prima di aver ricevuto il pallio. Nell'XI secolo, con papa Pasquale II la professione di fede fu sostituita da un giuramento di fedeltà al papa.

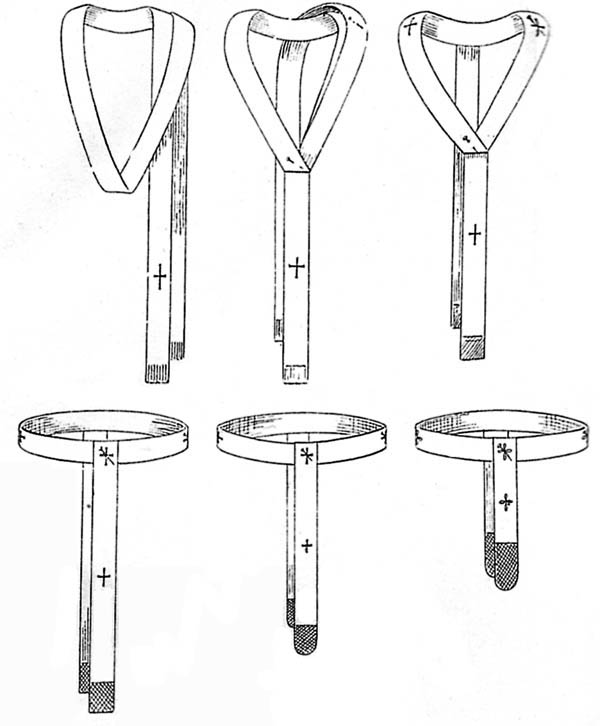
Sviluppo della forma del pallio

Riguardo alla forma il pallio moderno molto differisce da quelli dei primi secoli della Cristianità, come quelli raffigurati nei mosaici ravennati. Il pallio del VI secolo era una striscia di lana bianca lunga e piuttosto larga, alle due estremità recava come ornamento una croce nera o rossa ed era rifinita con frange; circondava il collo, le spalle e il petto in modo da formare una "V" sul davanti, mentre due estremità pendevano dalla spalla sinistra, una sul davanti e l'altra dietro.
Nell'VIII secolo divenne consuetudinario che le due estremità pendessero una dal petto e l'altra sulla schiena, queste erano attaccate con spille, sicché la forma del pallio divenne a "Y". Dal IX secolo la striscia attaccata con le spille fu invece tagliata in un unico pezzo a forma di "Y" con il resto.
La presente forma circolare ebbe origine nel X o XI secolo. Due antichi esemplari, appartenuti a sant'Eriberto (1021) e sant'Annone (morto nel 1075), sono conservati a Siegburg, nell'arcidiocesi di Colonia. Le due strisce verticali erano molto lunghe fino al XV secolo, ma gradualmente furono accorciate, fino alla presente lunghezza di circa 30 centimetri. Dal IX secolo altre piccole croci furono cucite sul pallio, soprattutto sulle spalle. Tuttavia, durante il Medioevo il numero e il colore delle croci non erano definiti. Il colore era generalmente scuro, ma a volte rosso. Le spille furono conservate come ornamento anche dopo aver perso la loro funzione. Dal XIII secolo entrò nell'uso l'aggiunta di pesetti di piombo, come testimoniano i palli trovati nelle tombe di papa Bonifacio VIII e papa Clemente IV.
In Oriente si è mantenuta la tradizione originaria: l'omoforion (letteralmente dal greco che significa "portato sulle spalle" ) è proprio di ogni vescovo, e si porta in due diverse modalità: il piccolo omoforion (come uno stolone che scende dritto) o il grande omoforion (che dalle spalle gira attorno e scende di lato), a seconda delle celebrazioni, più o meno solenni. Papa Giovanni Paolo II in occasione della notte di Natale del 1999, apertura del Giubileo del 2000, ha indossato un omoforion con croci rosse, invece papa Benedetto XVI utilizzò il grande omoforion nei primi anni del suo pontificato.
Nel XX secolo, si è diffusa una versione del pallio caratterizzata da parti terminali di colore nero.

## Forma

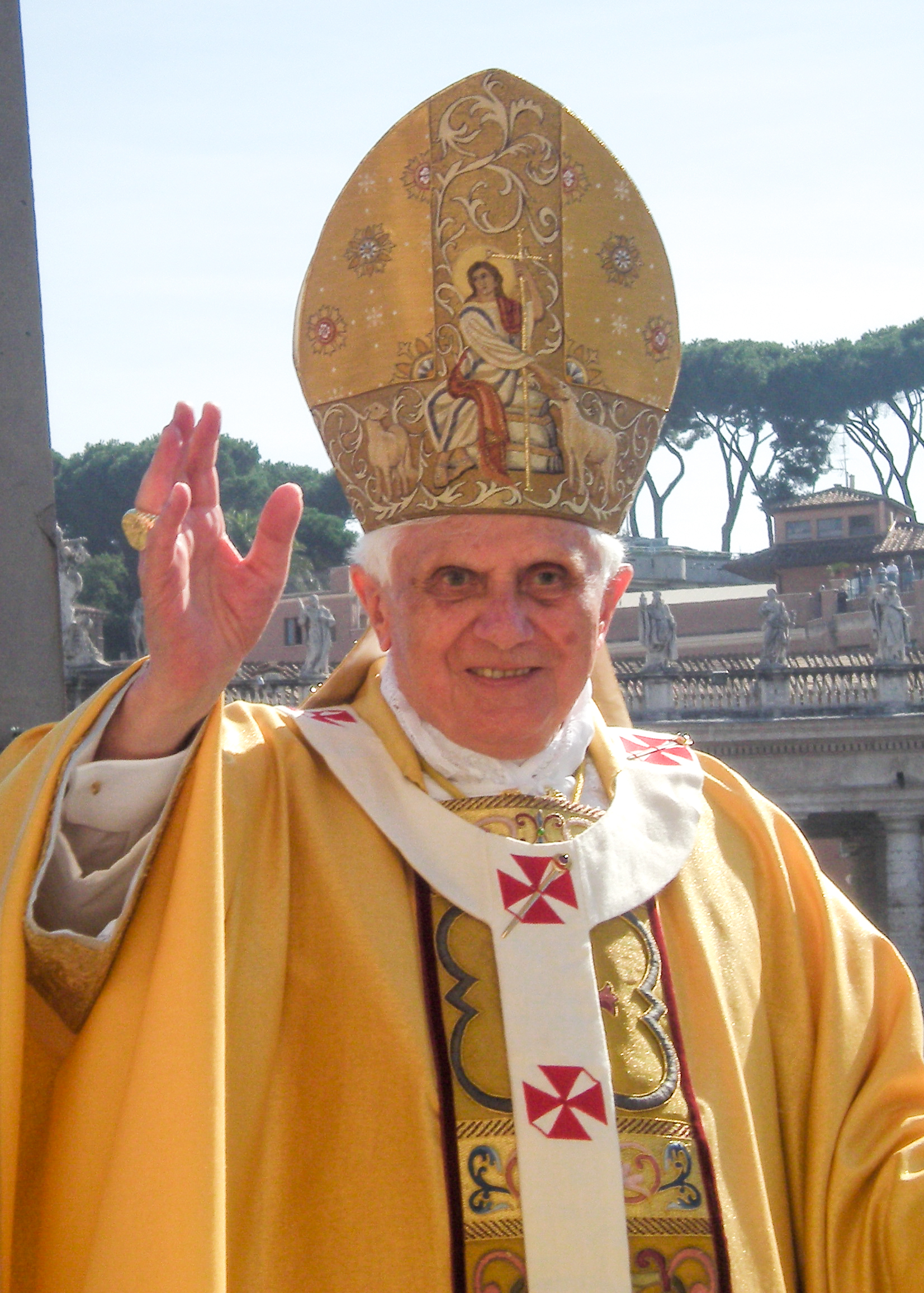
Pallio utilizzato da papa Benedetto XVI dal 2008 al 2013 e, dal 2013 al giugno 2014, da papa Francesco

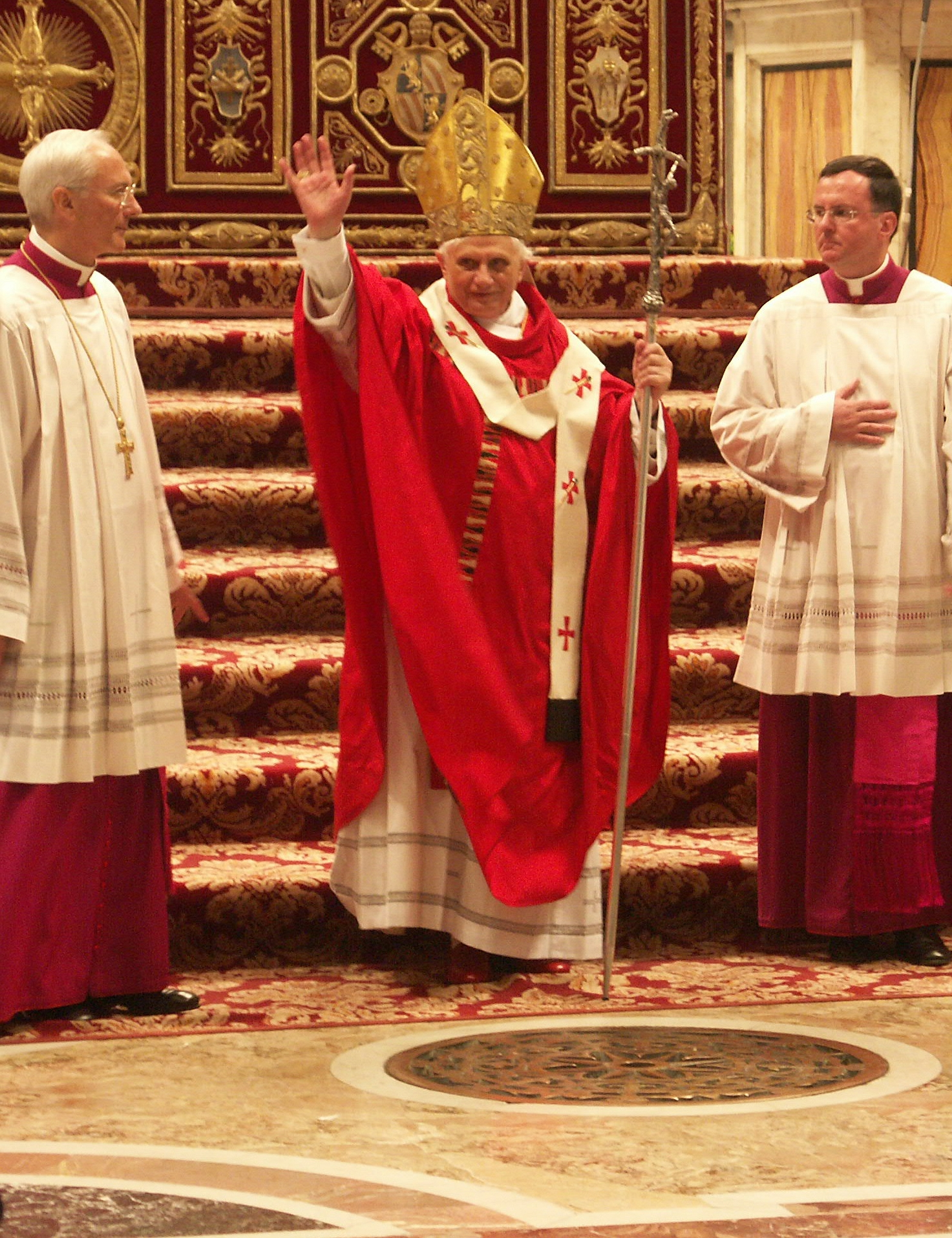
Papa Benedetto XVI con il pallio papale in uso fino al IX secolo e dal 2005 al 2008; questo pallio attualmente orna il sepolcro di san Celestino V, papa, al quale papa Ratzinger rese omaggio visitando la città dell'Aquila dopo il terremoto del 2009

Il pallio, nella sua forma presente, è una stretta fascia di stoffa, larga circa cinque centimetri, tessuta in lana bianca, incurvata al centro così da poterlo appoggiare alle spalle sopra la pianeta o la casula e con due lembi neri pendenti davanti e dietro, così che – vista sia davanti che dietro – il paramento ricordi la lettera "Y".
È decorato con sei croci nere di seta (che ricordano le ferite di Cristo), una su ogni coda e quattro sull'incurvatura, ed è guarnito, davanti e dietro, con tre spille d'oro gemmate (acicula) a forma di spillone, o chiodo. Queste ultime due caratteristiche sembrano essere una ricordo dei tempi in cui il pallio era una semplice sciarpa piegata a doppio e appuntata con una spilla sulla spalla sinistra.
Mons. Piero Marini per papa Benedetto XVI ripristinò l'uso del pallio lungo e incrociato sulla spalla sinistra utilizzato fino al IX secolo (come quello visibile nell'immagine a destra), lasciando inalterata la forma del pallio concesso agli arcivescovi, con i due lembi pendenti al centro del petto e al centro della schiena.
Sin dall'inizio del pontificato però tale pallio comportò diversi e fastidiosi problemi di carattere pratico; pertanto, in occasione della messa del 29 giugno 2008 (solennità dei santi Pietro e Paolo), il pontefice tornò ad indossare un pallio a "Y" (visibile a sinistra), simile a quello indossato comunemente dai metropoliti, ma con foggia più larga e più lunga, e con il colore rosso delle croci: tali differenze (la foggia più larga e le croci di colore rosso) intendevano mettere in risalto la diversità di giurisdizione, riservata al vescovo di Roma, mentre in epoche precedenti e più remote non avevano questo particolare significato dato che erano comuni ad ogni vescovo senza distinzione. Lo stesso pallio fu utilizzato inizialmente anche da papa Francesco dopo il solenne rito di imposizione del pallio, durante la messa di inaugurazione del ministero petrino. 
Dal 29 giugno 2014, solennità dei santi Pietro e Paolo, papa Francesco tornò ad indossare il pallio uguale a quello indossato dagli arcivescovi metropoliti, e la stessa forma di pallio è utilizzata attualmente da papa Leone XIV.

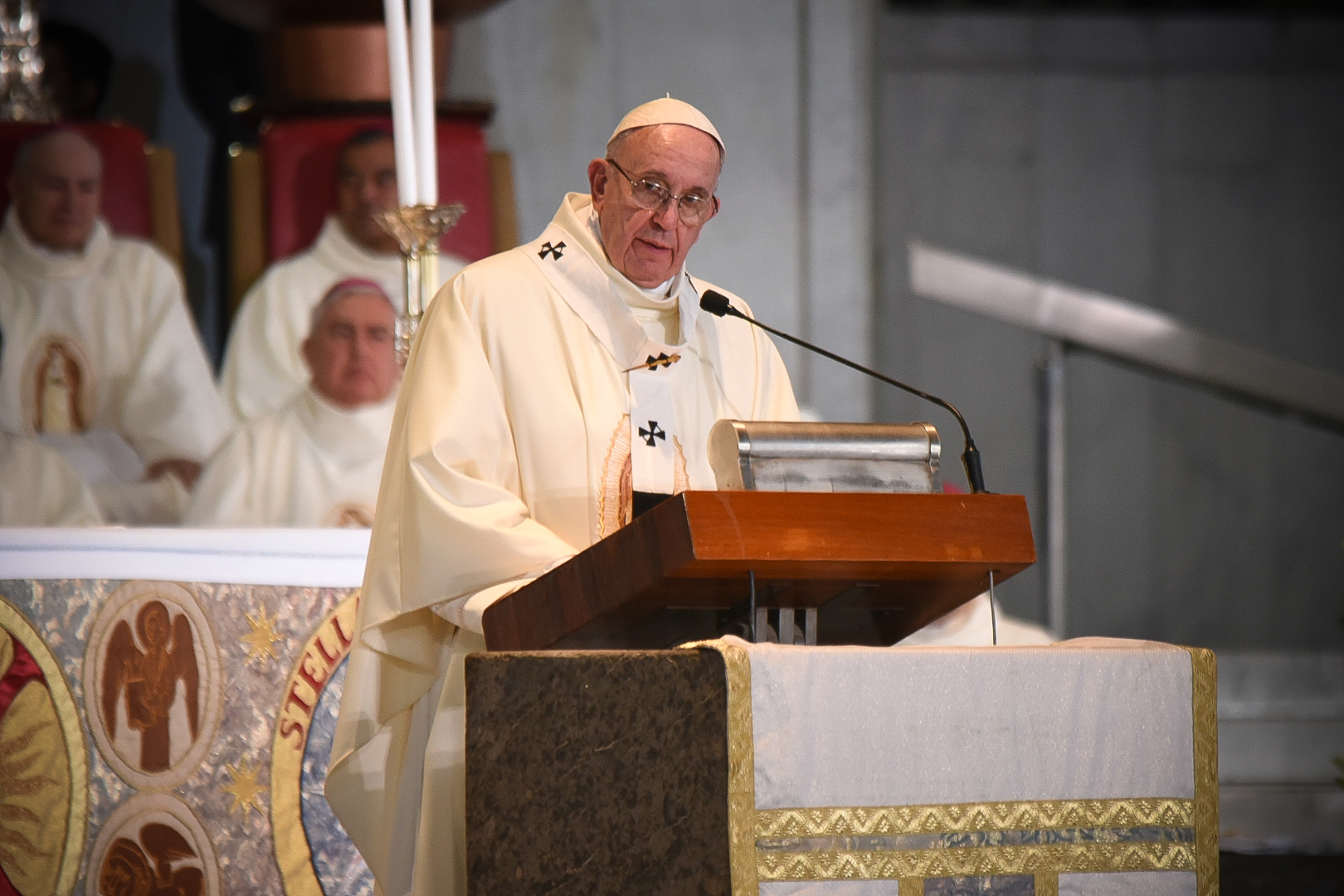
Papa Francesco celebra la messa nella basilica di Nostra Signora di Guadalupe a Città del Messico il 13 febbraio 2016, indossando il pallio in uso dal 29 giugno 2014

## Significato

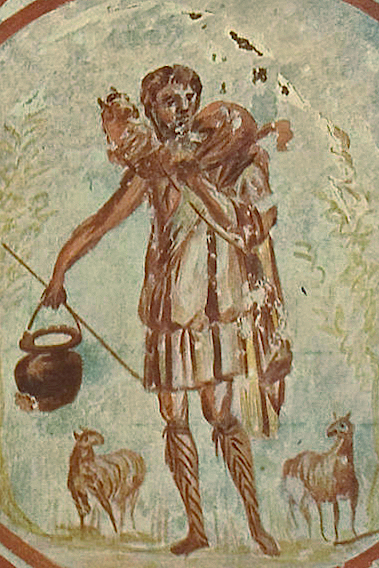
Il Buon Pastore in una raffigurazione nelle catacombe

Secondo alcune interpretazioni, il pallio rappresenta - per la sua forma e materiali - l'agnello portato sulle spalle, come simbolo del vescovo in quanto Buon Pastore (le due strisce terminali di seta nera simboleggiano gli zoccoli della pecora), e insieme l'agnello crocifisso per la salvezza dell'umanità perduta; questo spiegherebbe anche l'uso della lana e delle sei croci decorative trapassate da tre spille (o acicula) gemmate (che raffigurerebbero i tre chiodi della croce di Cristo). Il cerimoniale correlato alla preparazione del pallio e la sua imposizione sul papa durante la sua investitura suggerisce inoltre questo tipo di simbolismo. Secondo altri critici, queste sarebbero invece interpretazioni a posteriori.
Il pallio è divenuto successivamente il simbolo di un legame speciale con il papa ed esprime inoltre la potestà che, in comunione con la Chiesa cattolica, il metropolita acquista di diritto nella propria giurisdizione: «Segno liturgico della comunione che unisce la Sede di Pietro e il suo Successore ai Metropoliti e, per loro tramite, agli altri Vescovi del mondo è il pallio...».

## Utilizzo
I metropoliti devono ricevere il pallio prima di poter esercitare il loro ufficio nella diocesi a cui sono inviati, anche se erano stati nominati in precedenza in un'altra sede ecclesiastica. Secondo il diritto canonico, un metropolita deve richiedere il pallio entro tre mesi dalla sua nomina ed è autorizzato ad indossarlo solo nel territorio della propria diocesi e nelle altre diocesi della sua provincia ecclesiastica. I vescovi e gli arcivescovi non metropoliti non lo indossano se non per una concessione particolare.
Solo il papa è autorizzato ad indossare il pallio in qualsiasi occasione e luogo. La cerimonia della consegna ai metropoliti è perciò l'unica occasione in cui si possono vedere due o più arcivescovi indossare il pallio nello stesso luogo e nello stesso momento.
La concessione del pallio è riservata ai metropoliti, in quanto con il motu proprio Inter eximia dell'11 maggio 1978 papa Paolo VI soppresse tutti i privilegi concessi a sedi non metropolitane, permettendo tuttavia di continuare l'uso del pallio a coloro a cui era già stato imposto. Anche dopo il motu proprio il papa ha eccezionalmente concesso il pallio ad arcivescovi non metropoliti. Ad esempio nel 2008 l'arcivescovo di Trnava Ján Sokol ha potuto conservare il pallio anche dopo che la sua arcidiocesi ha perso la dignità metropolitica a seguito dell'erezione dell'arcidiocesi di Bratislava.
Papa Giovanni Paolo II, nel suo pontificato, continuò la tradizione di concedere il pallio ai decani del collegio cardinalizio, Bernardin Gantin e Joseph Ratzinger. Divenuto papa, Benedetto XVI ha continuato questa prassi conferendo il pallio al cardinale decano Angelo Sodano; anche papa Francesco, il 29 giugno 2020, ha imposto il pallio al cardinale decano Giovanni Battista Re.
Il pallio non può essere trasferito ad altri e, quando un metropolita muore, deve essere sepolto con lui. I metropoliti emeriti non possono più usare il pallio ricevuto.

## Confezione e imposizione del pallio

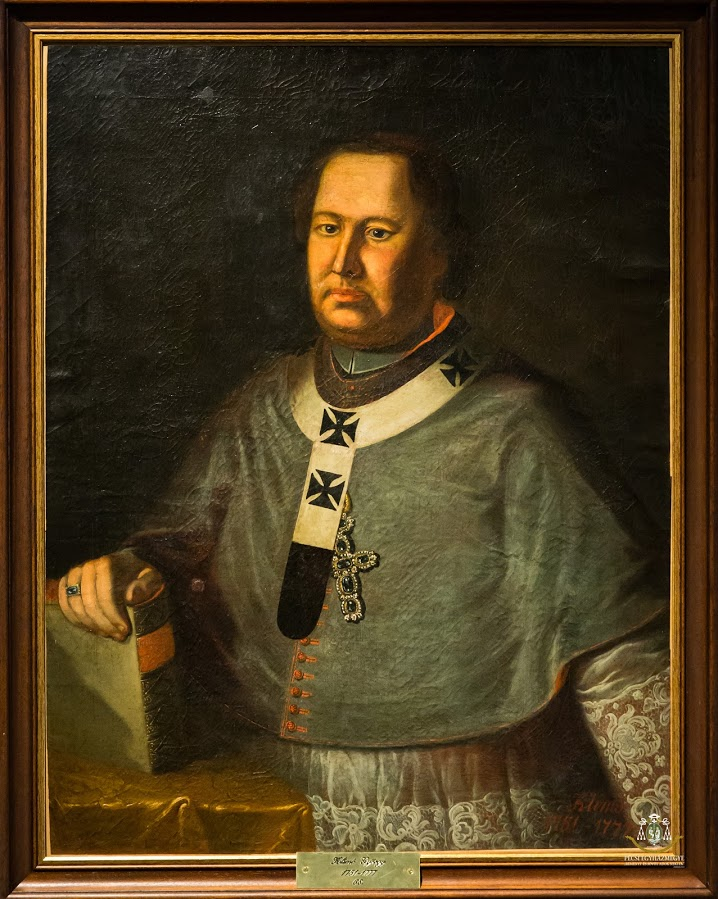
György Klimó, vescovo di Pécs, indossa il pallio, secondo il privilegio concesso da papa Clemente III nel XII secolo e confermato da papa Benedetto XIV nel 1754

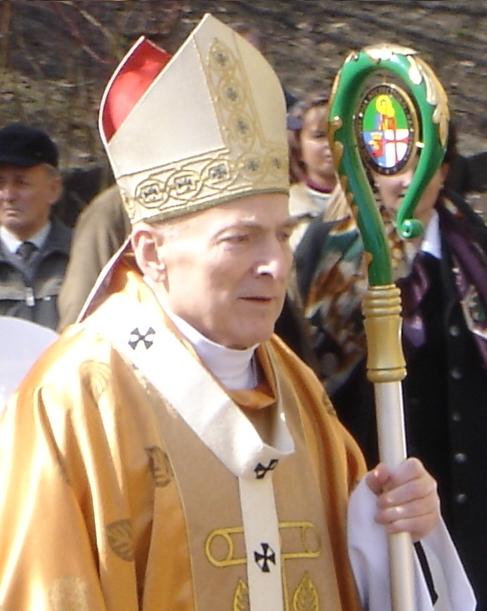
L'allora arcivescovo di Stettino-Kamień, Zygmunt Kamiński, mentre indossa il pallio da metropolita

I due agnelli la cui lana è destinata, nell'anno successivo, alla fattura dei palli, vengono allevati dai monaci trappisti dell'Abbazia delle Tre Fontane a Roma. Dal 1644 essi vengono benedetti dall'abate generale dei Canonici Regolari Lateranensi nella basilica di Sant'Agnese fuori le mura sulla via Nomentana nel giorno in cui si fa memoria della santa, il 21 gennaio, e poi portati al papa nel Palazzo Apostolico. Il pallio viene tessuto e cucito dalle suore di clausura del convento romano di Santa Cecilia in Trastevere.
I palli così confezionati vengono conservati nella basilica di San Pietro in Vaticano, in una teca posta ai piedi dell'altare della confessione, vicinissima al luogo della sepoltura dell'apostolo Pietro. Molti fedeli ritengono erroneamente che essa contenga i resti mortali del santo; in realtà essa conserva i palli. Per evitare tale confusione papa Benedetto XVI ha stabilito che la suddetta teca sia conservata per l'avvenire sempre vicino alla Confessione di Pietro, ma non più nella nicchia sotto l'altare papale davanti al mosaico del Cristo.
La cerimonia di consegna del pallio si svolge il 29 giugno, festività dei santi Pietro e Paolo. La consegna ufficiale è collegata al giuramento di fedeltà al papa e ai suoi successori da parte dei metropoliti. Il pallio può essere indossato solo durante l'episcopato in una sede metropolitana: se l'insignito viene trasferito ad altra sede metropolitana deve ricevere nuovamente il pallio dal pontefice, se rinuncia al governo dell'arcidiocesi o l'arcidiocesi cessa di essere sede metropolitana, l'insignito perde la facoltà di indossare il pallio.
Raramente l'imposizione del pallio avviene fuori dalla data prevista del 29 giugno.

### Rito della consegna del pallio

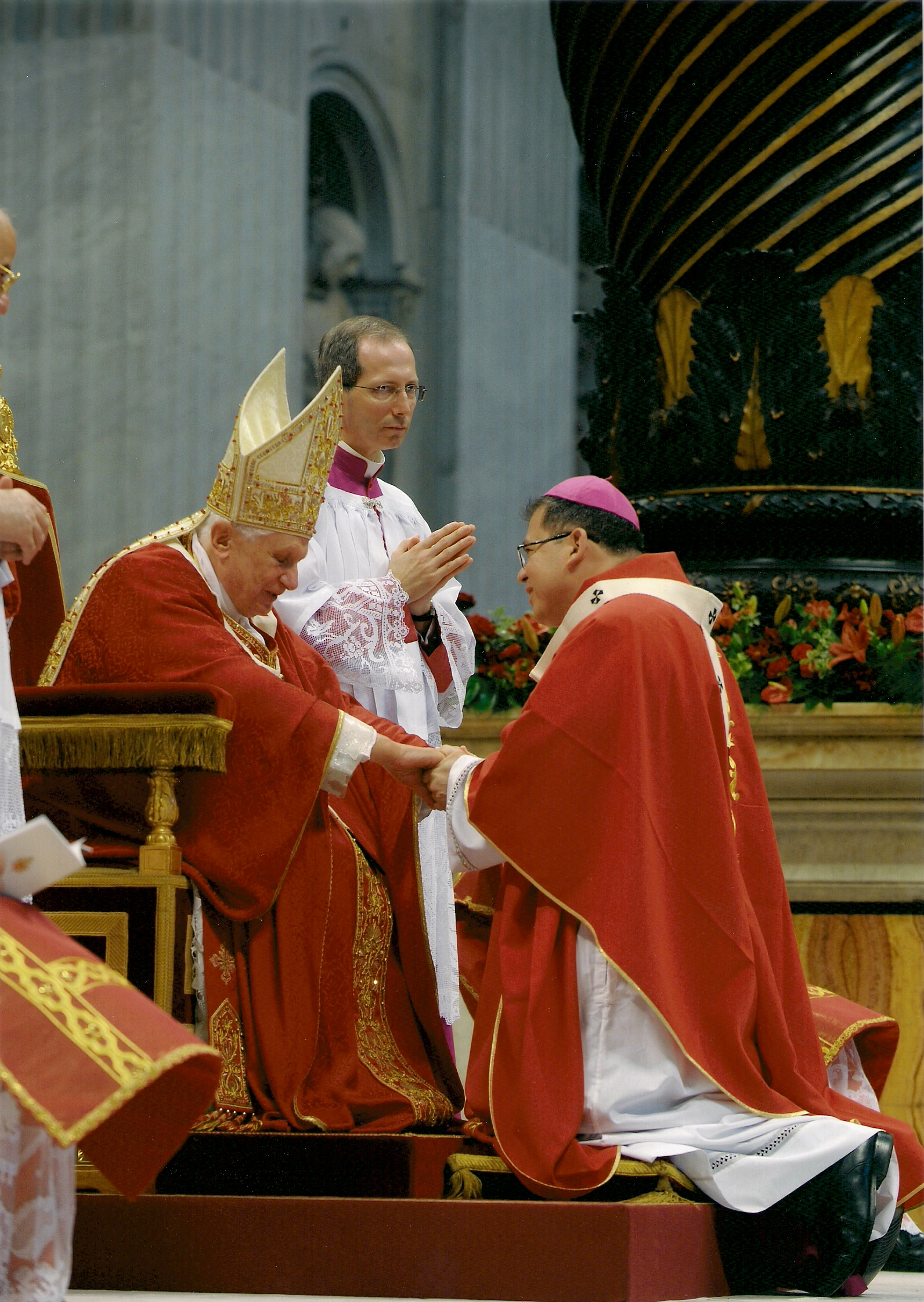
Papa Benedetto XVI saluta un metropolita dopo avergli imposto il pallio durante la solennità dei santi Pietro e Paolo

Durante la messa della solennità dei santi Pietro e Paolo, celebrata nella basilica vaticana il 29 giugno, dopo l'omelia ha luogo il rito della consegna dei palli, che avviene completamente in latino.
Il cardinale protodiacono presenta al papa i metropoliti che devono ricevere il pallio:
I metropoliti giurano all'unisono, sebbene ognuno pronunci il proprio nome, come segue:
Il papa benedice i palli:
E tutti rispondono:
Poi si rivolge agli arcivescovi:
E si risponde:
Il papa impone il pallio sulle spalle di ogni metropolita e scambia con ogniuno di essi un segno di pace dicendo:
E l'arcivescovo risponde:
L'arcivescovo segretario della Congregazione per i vescovi riceve dal papa i palli destinati ad altri metropoliti.

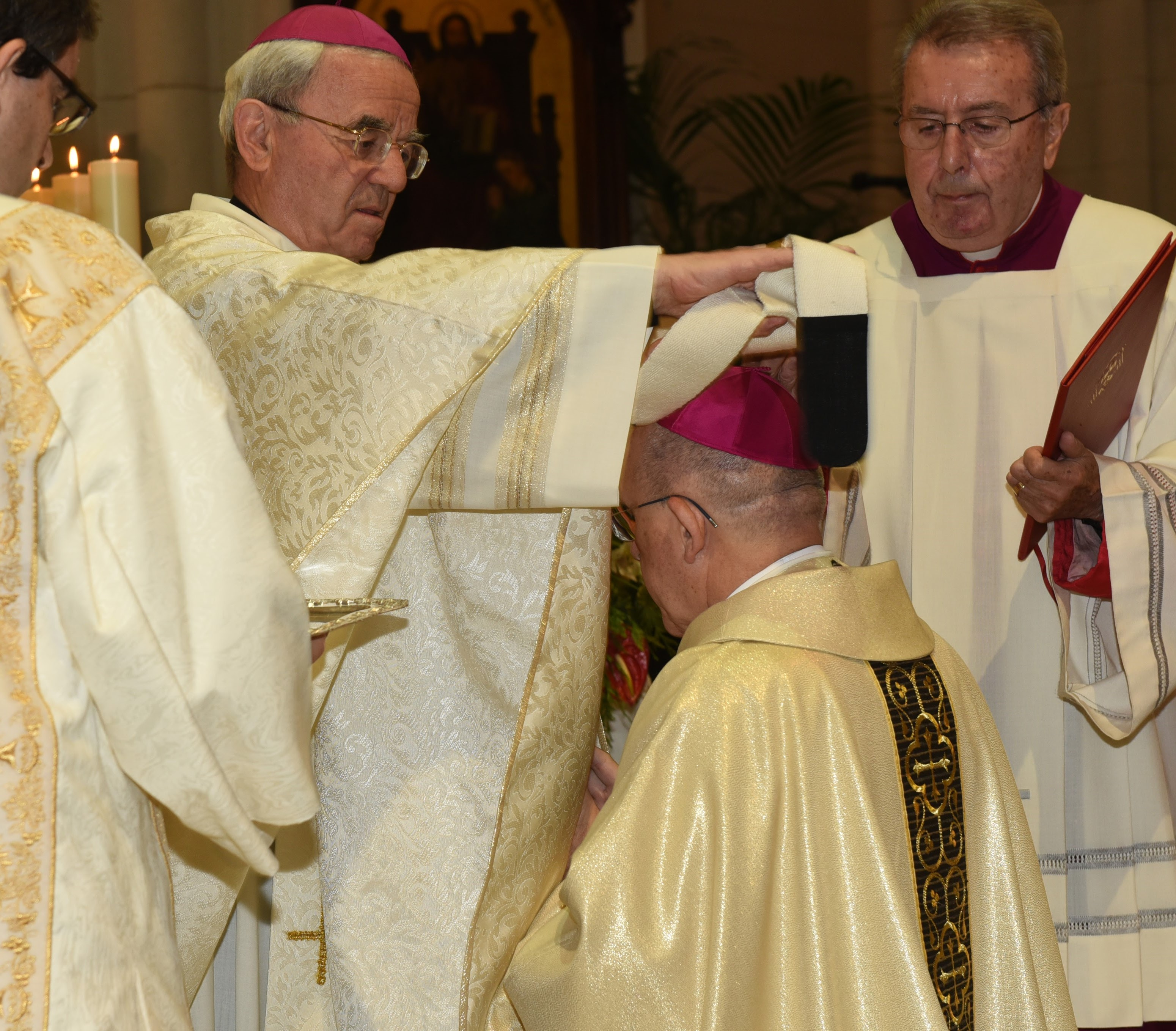
Il nunzio apostolico in Spagna Renzo Fratini impone il pallio all'arcivescovo di Madrid Carlos Osoro Sierra, il 1º novembre 2015, durante una celebrazione eucaristica nella cattedrale dell'Almudena

Dal 2015 al 2024, secondo il rito modificato da papa Francesco, il Santo Padre consegnava il pallio, senza imporlo, ad ogni metropolita, a cui veniva imposto nella propria sede dal nunzio apostolico locale. Dal 2025 papa Leone XIV ha ripristinato la consuetudine di imporre personalmente il pallio ai metropoliti.
Eccezionalmente il 12 settembre 2017, il cardinale Angelo Scola ha imposto il pallio al suo successore nella sede metropolitana di Milano, Mario Delpini. Così anche il cardinale Angelo Bagnasco ha imposto il pallio al suo successore, nella sede metropolitana di Genova, Marco Tasca, durante il rito di ordinazione episcopale l'11 luglio 2020.